# Système ferroviaire léger
 (février 2023).
Un système ferroviaire léger est un système de chemin de fer qui se distingue des systèmes « lourds » par la légèreté du train, mais aussi du modèle d'exploitation. Cet article ne traite pas des systèmes de type métro ou tram (qui sont cependant à proprement parler des systèmes ferroviaires légers), mais seulement des systèmes intermédiaires entre les transports guidés urbains et les transports ferroviaires « lourds ».
La question sous-jacente est celle du modèle économique : comment un système ferroviaire léger peut-il proposer un service de qualité à coût maîtrisé sur les petites lignes ferroviaires. Cette question est au cœur des projets actuels de systèmes légers en France, qu'ils soient des systèmes très légers sur site dédié (par exemple Ecotrain, Taxirail, Flexy ou Draisy en France, Very Light Rail en Grande-Bretagne, etc.), ou des systèmes légers interopérables (connectés au réseau ferré national) voulus à plus large échelle, comme le TELLi,.

## Histoire
Les « trains légers », face visible des systèmes ferroviaires légers, ont existé depuis les origines du chemin de fer, et ce partout dans le monde. Face au développement de lignes de plus en plus rurales, dès la fin du XIXe siècle, puis à la décrue des trafics sur ces mêmes lignes du fait de l'exode rural et de la percée de l'automobile, de nombreux types de matériels légers, « auto-rails » (autobus sur rails), ou « michelines » (sur pneus routiers pour certaines, à l'origine, d'où cette appellation), ont remplacé la lourde traction vapeur un peu partout en France.
Ces matériels moins coûteux à exploiter, moins agressifs pour les voies, et plus rapides, ont permis de faire « tenir » de nombreuses lignes secondaires quelques années supplémentaires. Celles-ci n'ont toutefois pas résisté à la reine automobile, puis pour la plupart des rescapées, à la métropolisation et périurbanisation croissante du territoire français. Si quelques séries ont été largement diffusées (plusieurs centaines de Schienenbus en Allemagne par exemple), beaucoup d'autres ont été produites sur mesure en seulement quelques exemplaires pour des réseaux particuliers, occasionnant dans le même temps une bonne adaptation aux spécificités et besoins de chaque réseau, mais aussi à des difficultés liés aux petites séries : surcoûts de production, problématiques de suivi de la maintenance (petites séries = fragilité de la production des pièces de rechange et du maintien des compétences de maintenance, surtout pour des matériels qui durent plus de 40 ans)[réf. nécessaire].
Une bonne part de ces matériels roulants historiques relèvent de fabrications assez artisanales, souvent à partir de châssis d'autocars, qui la plupart du temps ne résistèrent pas à l'usure du temps sur des lignes difficiles, aux voies peu régulières et entretenues a minima (Un autocar n'est pas fait pour supporter les chocs d'une roue ferrée dure sur une voie ferrée dure également)[réf. nécessaire].
Quelques pays continuent toutefois d'user de tels montages artisanaux, tels les minibus sur rails de Cuba, les moto-rails de Colombie ou encore l'estafette sur rail en Roumanie. Ces exemples demeurent ponctuels, et ne semblent pas apporter un modèle économique généralisable aux petites lignes, bien que l'idée globale d'adaptation au besoin avec un système léger puisse être retenue.

## Définitions
Plusieurs définitions peuvent être données pour préciser ce qu'est un système ferroviaire léger : la définition normative avec des valeurs à respecter sur des paramètres donnés, une définition technique qui ajoute des prérequis à assurer en fonction de l'environnement du système, et enfin la définition qualitative de « l'esprit » du système léger correspondant au mode d'exploitation et au service visé.
Aucune définition ne donne parfaite satisfaction, soit par son approche très spécifique sur un nombre limité de paramètres, soit par l'imprécision de son périmètre (difficulté de classer certains systèmes dans la catégorie « léger » ou « lourd » dans l'approche qualitative). Ajoutons que malgré la présence de normes européennes, ces définitions varient selon les pays du monde, leurs cultures et leurs réseaux ferrés spécifiques.

### Cadre réglementaire
Les transports guidés (dans leur acception littérale, c'est-à-dire des systèmes avec des véhicules qui suivent une trajectoire contrainte), sont régis en France par deux décrets et deux organismes de contrôle correspondants.
- Le décret 2019-525[6] « relatif à la sécurité et à l'interopérabilité du système ferroviaire », parfois appelé « SI », pour « Systèmes interopérables« (i.e permettant le fonctionnement en réseau, grâce à la compatibilité entre les différentes lignes et véhicules), régit le système ferroviaire interconnecté, donc hors systèmes urbains notamment. Les systèmes ferroviaires légers, au sens réglementaire, sont exclus de son périmètre. C'est l'EPSF, Établissement Public de Sécurité Ferroviaire, qui a la charge de l'établissement des règles sur ce réseau national et de leur contrôle.
- Le décret 2017-440[7] « relatif à la sécurité des transports publics guidés« , parfois appelé « STPG » pour « Systèmes de transport publics guidés », régit les systèmes ferroviaires dédiés (non interconnectés) urbains et/ou locaux, incluant les chemins de fer touristiques et remontées mécaniques. Note : Malgré la portée générale du terme « transport guidé », au sens réglementaire un système dit « guidé » renvoie aux systèmes guidés de portée locale / urbaine et généralement utilisés en « conduite à vue » : trams, métros, monorails, etc. C'est le STRMTG, Service technique des Remontées Mécaniques et des Transports Guidés, qui a la charge de réglementer et contrôler ces divers réseaux disjoints.

Certains systèmes peuvent se trouver à l'interface entre les deux, comme par exemple les RER et leurs fameuses « interconnexions », qui ne signifient rien d'autre qu'un passage du système interopérable (EPSF) au système non interopérable (STRMTG) et vice-versa, avec tout ce qui en découle en termes de réglementation, d'exploitation et d'organisation ; d'où les efforts des divers acteurs en présence pour effacer cette frontière difficile à comprendre pour l'usager.
Les différents systèmes ferroviaires légers peuvent aussi se trouver soit d'un côté, soit de l'autre, soit des deux, ce qui n'est pas sans poser des difficultés de définition et de mise en œuvre.

### Approche normative
L'approche normative se focalise sur deux paramètres clés : la capacité de freinage d'urgence (Norme européenne EN 13452-1) et la résistance aux chocs (EN 15227) du véhicule. Seul le véhicule est considéré dans cette définition du système. Est considéré comme système ferroviaire léger un système basé sur la circulation exclusive de véhicules qui assurent une décélération en freinage d'urgence (hors temps de réaction) de 2,8m/s² au minimum (ferroviaire « lourd » : 1,1 m/s²), et une catégorie de sécurité à la collision de type « C-III » ou « C-IV », ce avec une résistance maximale des véhicules à la compression de 800kN (efforts longitudinaux de compression au niveau de la zone d'attelage)(Ferroviaire « lourd » : 1.500kN).
- La capacité de freinage importante introduit une notion de réactivité du véhicule à un imprévu ou obstacle sur la voie, qui permet d'intégrer une dose plus ou moins importante de conduite à vue (Le conducteur adapte sa conduite au contexte, comme le ferait un conducteur de voiture : il peut réagir et freiner pour éviter une collision, ce qui est par exemple le cas général pour un tram ou un tram-train en ville), là où un système ferroviaire lourd repose entièrement sur la signalisation (Le conducteur roule dans le cas général à la vitesse maximale indiquée par la signalisation, le système devant garantir qu'aucun autre train ou obstacle ne se trouve sur les voies) du fait de performances de freinages trop faibles pour permettre une réaction du conducteur à l'environnement (Exemple : présence d'un véhicule arrêté sur un passage à niveau, le train dans l'immense majorité des cas n'a pas la capacité de freiner à temps pour éviter la collision : d'où la présence de feux et barrières pour éviter ce cas de figure autant que faire se peut).
  - Un système ferroviaire léger peut potentiellement permettre par exemple des traversées à niveau des piétons en gare, sans passerelle ni souterrain (charge au conducteur de freiner en cas de danger), ce qui par extension allège l'infrastructure et donc le système dans son ensemble.
- La capacité de freinage introduit également une notion de performance : freiner fort permet une desserte fine (arrêts proches) sans sacrifier la vitesse commerciale.
- La moindre résistance aux chocs d'un système ferroviaire léger le prédispose à des vitesses maximales relativement modérées.

### Approche technique
L'EPSF (Établissement Public de Sécurité Ferroviaire) et le STRMTG (Service Technique des Remontées Mécaniques et des Transports Guidés) proposent une définition un peu plus large, incluant une vision réglementaire, dans leur guide de terminologie des « systèmes ferroviaires, guidés et mixtes »,. Ce guide reprend la définition du décret 2019-525, qui les exclut de son champ d'application : les systèmes ferroviaires légers sont là aussi basés sur la circulation (quasi-)exclusive de véhicules légers répondant aux normes de sécurité à la collision précitées. Le guide précise également la définition « technique » du système ferroviaire léger, à savoir :
- Lignes de faible longueur (« quelques dizaines de kilomètres »),
- Vitesse limitée (100 km/h),
- Exploitation avec conducteurs (conduite aux signaux ou conduite à vue).

Le guide définit également d'autres systèmes, notamment le « système mixte de type tram-train », dont le besoin est de pouvoir rouler à la fois sur le réseau de tram urbain et le réseau « de train », afin de permettre des liaisons commerciales directes entre plusieurs arrêts dans le centre urbain et des gares ferroviaires éloignées de ce centre urbain. Ce qui implique, en plus des éléments ci-dessus, de pouvoir circuler sans rupture de charge dans deux environnements différents : conduite à vue dans la partie urbaine, où des tiers peuvent être présents sur la voie (bonne visibilité depuis la cabine de conduite et « bout avant« arrondi pour limiter les dommages aux piétons et véhicules en cas de choc, gestion des carrefours type routier, avec de simples feux, sans barrières, etc.) ; conduite aux signaux sur la partie non urbaine, avec un système « sans présence de tiers ».
Il définit également le système « mixte de type ferroviaire léger - train », qui n'existe pas en France à date de parution du guide (fin 2020) mais présente un intérêt certain : 
- Caractère « ferroviaire pur » : infrastructure sans présence de tiers, ce qui simplifie l'exploitation et permet de rouler à des vitesses élevées ;
- Maîtrise des coûts sur la partie « ferroviaire léger », autant pour les véhicules et l'infrastructure que leur exploitation ;
- Mais interopérabilité : possibilité pour un train léger de circuler sur le réseau principal, par exemple pour rejoindre la gare principale, possibilité dans l'autre sens pour un train lourd comme un train de fret ou un train grande ligne de circuler sur l'infrastructure dévolue aux véhicules légers.

Néanmoins, ce type de système mixte, prévu et étudié par les deux organismes de contrôle (EPSF et STRMTG), suppose une attention particulière aux interfaces et aux procédures d'exploitation et de sécurité pour passer d'un système à l'autre
Dans cet esprit, les travaux de l'EPSF se penchent également sur la possibilité, pour les petites lignes peu intégrées au réseau européen, d'un système d'interopérabilité « limitée », régi par le seul EPSF (Établissement public de sécurité ferroviaire) afin de simplifier ce système mixte. Le fait de revenir sur certaines normes d'interopérabilité permet de limiter le coût du système en supprimant certaines d'entre elles coûteuses et inadaptées (par exemple, les tests psychotechniques sont les mêmes aujourd'hui pour tous les conducteurs, qu'ils soient affectés aux lignes à grande vitesse ou à une petite ligne locale limitée à 100 km/h). L'idée est de rester dans un réseau unifié, le « réseau ferré national », mais en profitant d'un coût réduit, avec des référentiels d'infrastructure et d'exploitation plus légers, dédiés à ces petites lignes.

### Service
L'objectif d'un système ferroviaire léger est d'apporter un service au « juste niveau » en fonction du besoin identifié. Sur de nombreuses petites lignes, ni un système tramway ni un système ferroviaire classique (lourd) n'apportent la bonne réponse technique : le tramway est trop lent et inconfortable, le ferroviaire classique est trop cher[réf. nécessaire].
Le tram-train, qui devait apporter le meilleur des deux mondes, a souffert d'un coût élevé dû à l'addition des contraintes (y compris capacitaires) des deux systèmes, ce qui explique sa faible diffusion en France, malgré des applications plus nombreuses, quoique toujours limitées, dans d'autres pays comme l'Allemagne (Karlsruhe étant souvent cité en exemple). Il est à noter par ailleurs qu'une seule ligne française combine réellement le mode tram et le mode train, reliant Mulhouse à la vallée de la Thur. Les autres « tram-trains » français ne circulent que sur ligne urbaine (Rhônexpress) ou à l'inverse uniquement sur le réseau ferré national (Tout en étant dans certains cas isolés du reste du réseau ferré national, du fait de la création d'un système spécifique, comme sur Nantes-Châteaubriant ou certaines liaisons franciliennes comme la ligne 11 du tramway d'Île-de-France).
Dans les faits, le but des systèmes ferroviaires légers, quels qu'ils soient, est souvent une exploitation légère, mais performante, sur le réseau ferré national. Dans cette optique, le type de lignes et matériel roulant visé pourrait être celui-ci : 
- Une vitesse maximale de 100 à 120 km/h : de nombreuses lignes françaises ne dépassent pas cette valeur, ou seulement ponctuellement
- Une construction de grille horaire de haute performance avec un train « léger et nerveux » : accélération et freinage francs, stationnements courts. Cela afin de combiner, sur les lignes « de desserte fine du territoire », arrêts nombreux et vitesse commerciale élevée (= attractivité + productivité)
- Des circulations essentiellement régionales (TER), et une faible « adhérence » au réseau ferré national (troncs communs petites/grandes lignes), afin de profiter au maximum des possibilités de gains tant sur l'infrastructure et les trains que leur exploitation.
- Des trains légers, donc moins coûteux à produire et entretenir, moins gourmands en énergie, et moins agressifs pour la voie (entretien moins coûteux)
- Des trains légers, donc de capacité limitée (une centaine de places assises), qui peut être compensée au besoin dans une certaine mesure, par une fréquence supérieure (permise jusqu'à un certain point par les coûts unitaires réduits) ou une circulation en rames doubles ou « unités multiples » en heure de pointe. La fréquence reste toutefois limitée par des considérations d'infrastructure : de nombreuses petites lignes sont à voie unique et ne permettent pas de faire se croiser les trains à intervalles très rapprochés
- Un système léger au sens des équipements : signalisation simple mais moderne et performante, assise plus légère (rails moins lourds, traverses moins nombreuses, ballast moins épais), gares légères, etc.

## Exemples
Les exemples présentés ci-après répondent avant tout à une approche par le service des systèmes ferroviaires légers, et non pas à la définition technique ou normative, auxquels ils ne répondent pas pour les exemples historiques (Les normes actuelles n'étant alors pas encore écrites), ni pour une partie des exemples actuels.

### Systèmes existants
Deux principes doivent être distingués : les petites lignes particulières, avec des systèmes spécifiquement adaptés au contexte, et l'application plus générale aux petites lignes qui présentent le besoin exprimé plus haut (paragraphe « approche qualitative par le service »).

#### Exemples de systèmes actuels en France
Le premier cas existe en France, avec des petits exploitants intégrés (qui gèrent à la fois l'infrastructure et l'exploitation des trains), en particulier avec des lignes isolées du réseau ferré national car d'écartement métrique, incompatible avec les rails plus largement écartés du reste du réseau ferré national : Valençay - Salbris ou « ligne du Blanc-Argent », Saint-Gervais - Vallorcine, ligne du « Train jaune » (intégrée au réseau ferré national, mais à dominante touristique) de Villefranche à Latour de Carol. Des méthodes d'exploitation spécifiques se sont développées sur ces lignes, avec historiquement des matériels légers en toutes petites séries (5 à 6 exemplaires), renouvelés souvent à chaque fois sur mesure pour profiter des évolutions technologiques (Donc avec de forts coûts de développement). En parallèle, les méthodes d'exploitation (parfois très) frugales correspondent à un besoin limité : fréquence limitée par la signalisation, vitesse réduite, infrastructure légère et aux moyens de maintenance légers[réf. nécessaire].
Le réseau des chemins de fer de Corses, isolés par leur voie métrique et surtout leur insularité, présente de grandes similitudes avec ces systèmes légers : tonnage et tonnage à l'essieu limités, en cohérence avec une voie ferrée faiblement « armée » (plus légère), gestion et maintenance locale. Et enfin, point important que l'on n'observe pas sur les autres lignes (sauf St-Gervais - Vallorcine), installation en cours d'une signalisation moderne, simple et performante, nécessitant peu d'aiguilleurs.

#### Exemples d'application à large échelle
L'application générale de certains principes des systèmes ferroviaires légers aux petites lignes, ne se retrouve que dans peu de pays et ne concerne pas toujours tous les aspects du système ferroviaire. Les petites lignes suisses sont gérées par de petites entreprises du rail, très nombreuses, mais qui suivent des préceptes communs à l'ensemble du pays, codifiés dans des documents d'exploitation ad hoc bien distincts de ceux applicables au réseau structurant. Les matériels roulants sont quant à eux assez variés mais souvent basés sur des plateformes communes personnalisées pour chaque petit exploitant pour son réseau (Concept du constructeur suisse Stadler).
En Allemagne, peut être cité le cas du matériel roulant RS1, produit au tournant des années 2000 à presque 500 exemplaires et diffusé sur des dizaines de lignes, qui présente des caractéristiques intéressantes en regard du besoin exprimé plus haut sur les petites lignes : 
- Légèreté (40 tonnes à vide, contre 48 t pour l'équivalent français X73500), permise par une résistance aux chocs et une vitesse maximale limitées
- Vitesse maximale de 120 km/h, adaptée aux services visés (liaisons commerciales / desserte + lignes utilisées)
- Performance : 4 essieux (sur 4) motorisés (bonne adhérence), motorisation plutôt généreuse de 13 kW/t : accélération garantie au démarrage 1,2 m/s²
- 71 à 101 places assises selon les versions / configurations, + 83 à 94 places debout (Permettant de répondre aussi bien au besoin sur les lignes périurbaines chargées sur les dernières gares que sur des lignes plus rurales pour l'emport de vélos et bagages)

Le Japon est également réputé pour ses méthodes légères et robustes, permettant d'assurer un service remarquable sur des lignes rurales.

### Projets notables en France

#### Systèmes légers dédiés
Afin de réduire les coûts de façon décisive, bon nombre de projets ont fait le choix de raisonner en rupture du système interopérable, c'est-à-dire de fonctionner de façon séparée du réseau ferré national : les trains développés ne pourront pas circuler sur le réseau ferré national, de même que les trains du réseau ferré national ne pourront pas circuler sur le réseau léger dédié.
Dans cette catégorie, on retrouve des projets variés allant du plus radical au plus « ferroviaire », on peut citer ainsi : 
- Divers projets guidés, parfois voire souvent sans rail ferroviaire, généralement sous le vocable « Personal / People Rapid Transit » (PRT) ou « taxi robot », et toujours basés sur un système à conduite autonome, point à point, à la demande, que l'on peut mentionner ici pour mémoire, ces projets étant nombreux, peu ayant abouti (Celui de Morgantown, historique — années 1970 — et toujours en fonctionnement, étant l'un des plus importants)
- L'Urbanloop[14], basé sur une infrastructure minimaliste, à faible vitesse, est à classer dans les taxi robots, de par sa capacité extrêmement faible
- Flexy[15] est un projet de véhicule rail-route étudié par un consortium porté par la SNCF
- Taxirail[16] est l'un des premiers systèmes français à avoir imaginé des modules autonomes basés sur un système ferroviaire classique
- Ecotrain[17], projet né il y a également quelques années, propose un système ferroviaire plus classique, mais également basé sur des véhicules très légers (objectif : 12 tonnes), sur batterie, peu consommateurs d'énergie, et autonomes
- Draisy [15] est un projet de véhicule autonome de 30 places assises et 80 au total, qui vise à assurer un service de type ferroviaire sur des lignes où la demande n'est pas assez importante pour justifier un mobile ferroviaire de plus grande capacité. Le caractère autonome doit permettre d'assurer une fréquence élevée à coût réduit.

D'autres projets existent, à des degrés divers de développement. Il est important de noter que tous ces systèmes sont pour l'instant à l'état de projet, chacun cherchant des débouchés auprès des collectivités, le périmètre de mise en oeuvre étant prioritairement celui des lignes fermées et isolées/isolables du réseau ferré national, puisque ce système ne peut pas être interconnecté au réseau principal. L'une des difficultés qui se pose sont les passages à niveau, les réouvertures de passage à niveau ne pouvant se faire que sous des conditions bien spécifiques. La vitesse de franchissement avec ces systèmes est ainsi sujet à débat (comme cela avait d'ailleurs été le cas pour le tram-train Nantes-Châteaubriant, les philosophies du tram et du tram-train empruntant les mêmes passages à niveau en ville étant très différentes. Les petites lignes étant généralement à voie unique, une autre difficulté est le croisement des véhicules de petite capacité, cette petite capacité devant être compensée par une fréquence importante. Cela impose un système de signalisation performant et un nombre de points de croisements suffisant[réf. nécessaire].

#### Cas des petites lignes interopérables
Les petites lignes ferroviaires françaises sont majoritairement à voie unique, non électrifiées, avec divers systèmes de signalisation souvent manuels et parfois très anciens, et exploitées avec des trains X73500 (automoteur Diesel monocaisse, produit à plus de 300 exemplaires au tournant des années 2000). Aucun matériel roulant de cette capacité n'a été produit depuis pour le réseau ferré national, les X73500 ayant une longue durée de vie. Les méthodes d'exploitation par ailleurs n'ont pas énormément changé, étant basé pour l'essentiel sur les référentiels nationaux, quoiqu'avec de courantes dérogations afin de limiter les coûts. Ces lignes présentent plusieurs enjeux majeurs : leur coût bien sûr, mais aussi leur attractivité (Peu de voyageurs dans de nombreuses petites gares), et le caractère Diesel des trains à l'heure de la voiture électrique.
Dans cette optique, avec l'idée de solution s'appliquant à un grand nombre de lignes, la SNCF pilote le projet TELLi, : celui-ci vise à imaginer un modèle économique basé sur un nouveau train à batterie performant, classique et interopérable mais léger et d'exploitation peu coûteuse, exploitable par une « PME du rail » locale, en visant une exploitation optimisée de ces lignes. D'autres pays proposent et développent également des solutions, chacun avec leurs enjeux propres en fonction des spécificités des territoires et des réseaux ferroviaires.